# 미국 교원 협회
미국 교원 협회 (American Association of School Administrators, AASA)은 1985년 설립되어 현재 총 1만 4천여면 교원이 가입해 있는 미국의 전문직협회로 주로 CEO나 학구(學區)내 경력이 높은 인원들로 구성되어 있다. 공공 교육에 학생들에게 보다 더 나은 교육 질을 제공한다는 목표를 두고 활동하고 있다.

## 같이 보기
- en:American Federation of School Administrators - 협력 단체